# Dirk Triebel
Dirk Simplizius Triebel (* 31. Januar 1957 in Düsseldorf) ist ein deutscher Fernseh- und Theaterschauspieler.

## Leben
Dirk Triebel absolvierte seine Schauspielausbildung an der Schauspiellehrwerkstatt des „TheaterDerKeller“ u. a. in Köln. Auf der Theaterbühne stand der Schauspieler bisher u. a. in Köln, Bonn und Koblenz. Im Fernsehen hatte er diverse Rollen, u. a. in den Serien Alarm für Cobra 11 – Die Autobahnpolizei, Die Wache und Verbotene Liebe. Von Dezember 1985 bis August 1986 spielte Triebel bereits die Rolle des „Wolf Drewitz“ in der WDR-Fernsehserie Lindenstraße (Folge 4 bis 36). Triebel war auch als Moderator auf Messen und Galas tätig. Seit 1994 ist er Inhaber der Medienberatung Triebel und lebt nun nach Zwischenstation in Bad Honnef in Königswinter Quirrenbach. Seit 2022 ist Triebel wieder als Schauspieler aktiv.

## Filmografie
- 1985–1986: Lindenstraße (Fernsehserie, 32 Folgen)
- 1994–1999: Die Wache (Fernsehserie, 8 Folgen)
- 1994: Schwarz greift ein (Fernsehserie, 1 Folge)
- 1995: Unter uns (Fernsehserie)
- 1996: Verbotene Liebe (Fernsehserie)
- 1996: Stadtklinik (Fernsehserie, 1 Folge)
- 1996: Balko (Fernsehserie, 1 Folge)
- 1999: Alarm für Cobra 11 – Die Autobahnpolizei (Fernsehserie, 1 Folge)
- 2022: Auf Streife (Fernsehserie, 1 Folge)
- 2022: Barbara Salesch – Das Strafgericht (Fernsehserie, 1 Folge)